# Бергин, Тед
Эдвард Бергин (англ. Edward Burgin; 29 апреля 1927, Брэдфилд, Йоркшир и Хамбер — 26 марта 2019) — английский футболист, игравший на позиции вратаря, участник чемпионата мира 1954 года. Он был известен по выступлениям за «Шеффилд Юнайтед», за который сыграл во всех турнирах 314 матчей.

## Биография

### Клубная карьера
В марте 1949 года Бергин присоединился к клубу «Шеффилд Юнайтед», за который дебютировал 1 сентября 1949 года в матче Второго дивизиона против «Суонси Сити». Бергин в течение восьми сезонов был основным вратарём в составе «клинков», отыграв также три сезона в Первом дивизионе. Всего в составе этой команды он сыграл во всех турнирах 314 матчей, из которых были 281 игр в чемпионате страны.
В декабре 1957 года перешёл в «Донкастер Роверс»; сумма трансфера составила 3000 фунтов стерлингов. Он сыграл только 5 матчей и получил перелом ключицы, из-за которого выбыл на три месяца. В марте 1958 года Бергин стал игроком «Лидс Юнайтед», за который играл в течение трёх сезонов, сыграв 58 матчей в чемпионате страны.
В январе 1961 года Бергин перешёл в «Рочдейл», в котором играл пять с половиной сезонов. В этом же клубе он завершил карьеру в 1966 году в возрасте 37 лет.

### Карьера в сборной
В составе сборной Англии был участником чемпионата мира 1954 года, но на турнире не играл.

### Тренерская карьера
В 1966 году работал играющим тренером в клубе «Глоссоп Норт Энд».

### Смерть
Скончался 26 марта 2019 года в возрасте 91 года.